# Edward Kozak
Edward Kozak (en ukrainien : Едвард Теодорович Козак) est un caricaturiste, humoriste, éditeur et designer ukrainien né le 21 janvier 1902 et mort le 22 septembre 1992.

## Biographie
Edward Kozak naît le 21 janvier 1902 à Hirne (en), dans l'oblast de Lviv (aujourd'hui dans le raïon de Stryï), en Ukraine.
Il est diplômé des écoles d'art de Vienne et de Lublin et, en 1930, de l'école d'art Oleksa Novakivskyi. Pendant la Première Guerre mondiale, il combat dans l'armée ukrainienne de Galicie. En 1922, à Lviv, il est accusé dans le procès de l'Organisation militaire ukrainienne. En 1923-1924, il sert dans les forces terrestres polonaises,.
Il travaille ensuite à Lviv, où il illustre et édite les magazines Zyz de 1923 à 1933, et Komar de 1933 à 1939 ; de 1933 à 1939, il illustre également pour la maison d'édition Ivan Tyktor. Plus tard, il travaille à Cracovie où, en 1940-1944, il illustre les magazines Yuni Druzi et Doroha ; en 1940-1941, il est caricaturiste pour le magazine Krakauer Zeitung. Dans les années 1940, il dirige le cercle artistique ukrainien Zarevo. En 1933, il illustre le livre Lys Mykyta d'Ivan Franko,.
En 1944, il s'installe en Allemagne. En 1947-1948, il dirige l'Union des beaux-arts ukrainiens dans les camps de réinstallation. En 1950, il émigre aux États-Unis,.
Pendant de nombreuses années, il est membre de divers syndicats de créateurs, dont l'Association des artistes ukrainiens indépendants en 1932-1939, l'Union des beaux-arts ukrainiens en 1941-1944 et l'Union ukrainienne des beaux-arts en 1945.
Il meurt le 22 septembre 1992 à Warren, dans le Michigan.

## Œuvre
Il créé dans les domaines de l'art religieux monumental et du long métrage. Auteur de poèmes sur des thèmes humoristiques, de feuilletons et de deux volumes de nouvelles, Hryts Zozulya (1973) et Na khlopskyi rozum Hrytsia Zozuli (1982). De 1946 à 1991, il édite, publie et illustre le magazine satirique et humoristique Lys Mykyta à Munich, New York et Detroit,.
En 1951-1957, il illustre des contes de fées pour enfants à la télévision américaine et est également artiste de télévilms pour le Jam Handy Film Studio à Détroit.
En 1929-1930, il peint également des églises dans l'oblast de Lviv. Dans les années 1950, il crée des dessins, des affiches et des emballages ukrainiens aux États-Unis et, en 1942-1944, il collabore avec le théâtre de petites formes Veselyi Lviv. Auteur des décorations de la salle principale de la station balnéaire ukrainienne Soyuzivka.
Il est l'auteur d'environ 1000 peintures, de plusieurs milliers de caricatures et d'illustrations sur des sujets ukrainiens. Dans les années 1930, il participe à des expositions et, en 1990, une exposition personnelle est organisée à Lviv.